# Élections législatives jamaïcaines de 2002
Des élections législatives ont lieu en Jamaïque le 16 octobre 2002. Elles sont remportées par le Parti national du peuple, qui gagne 34 sièges sur 60. La participation est de 59,1 %.

## Résultats
| Parti                                                                        | Votes   | %    | Sièges | +/-     |
| ---------------------------------------------------------------------------- | ------- | ---- | ------ | ------- |
| Parti national du peuple                                                     | 396 590 | 52,1 | 34     | -16     |
| Parti travailliste de Jamaïque                                               | 360 718 | 47,4 | 26     | +16     |
| Mouvement démocrate nationale-Alliance nationale de la Jamaïque pour l'Unité | 2 895   | 0,4  | 0      | 0       |
| Parti du peuple uni                                                          | 548     | 0,1  | 0      | Nouveau |
| Parti politique incorporée à la Fédération mondiale impériale éthiopienne    | 162     | 0,0  | 0      | Nouveau |
| Indépendants                                                                 | 452     | 0,1  | 0      | 0       |
| Votes invalides/blancs                                                       | 7 393   | –    | –      | –       |
| Total                                                                        | 768 758 | 100  | 60     | 0       |
| Source : Nohlen                                                              |         |      |        |         |